# San Diego Historical Landmark
Un San Diego Historical Landmark est un bien patrimonial distingué par la municipalité américaine de San Diego, dans le comté de San Diego, en Californie. Cette distinction existe depuis 1967.

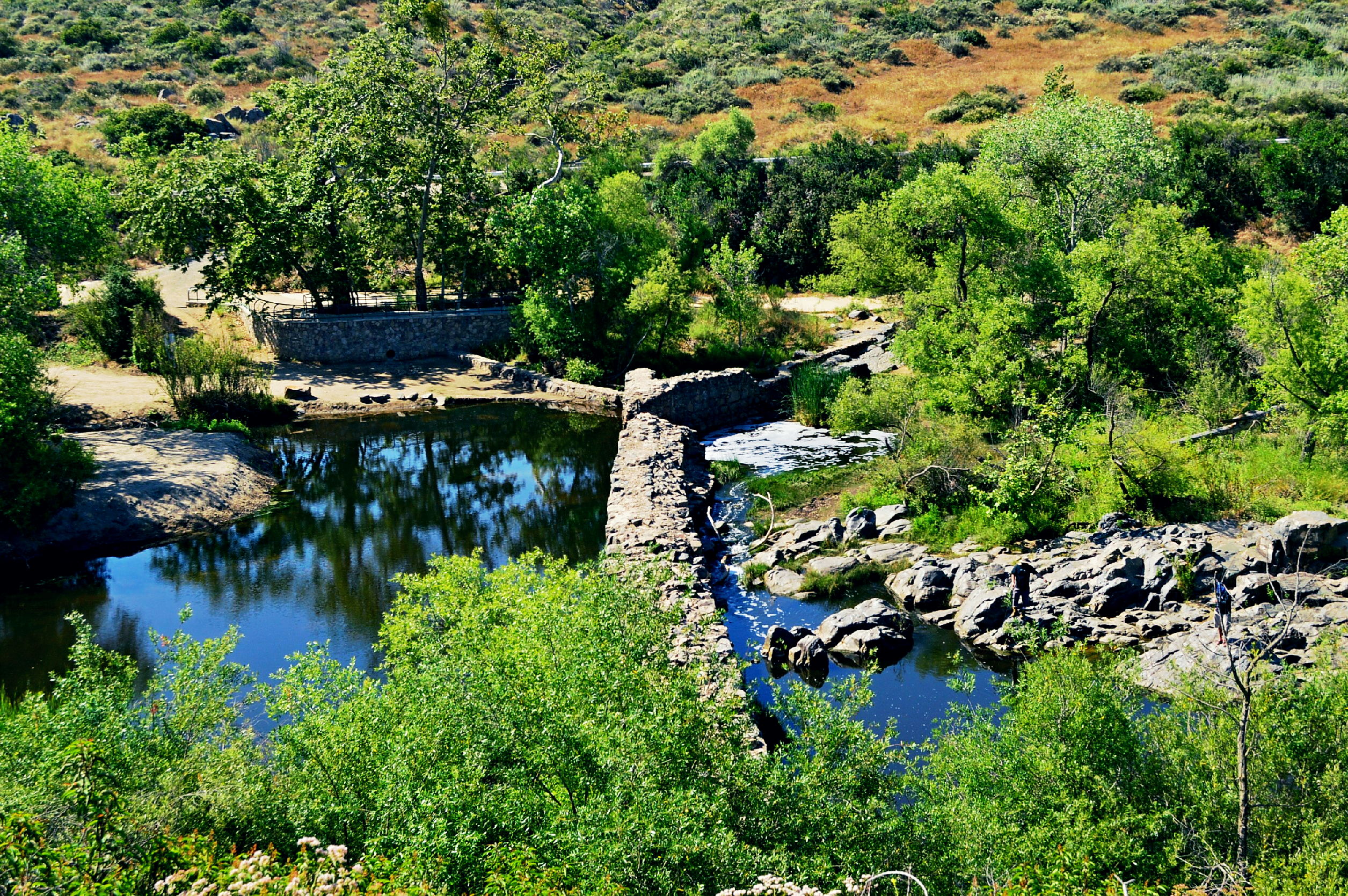
Le barrage Old Mission, un barrage classé San Diego Historical Landmark depuis le 1er février 1968.
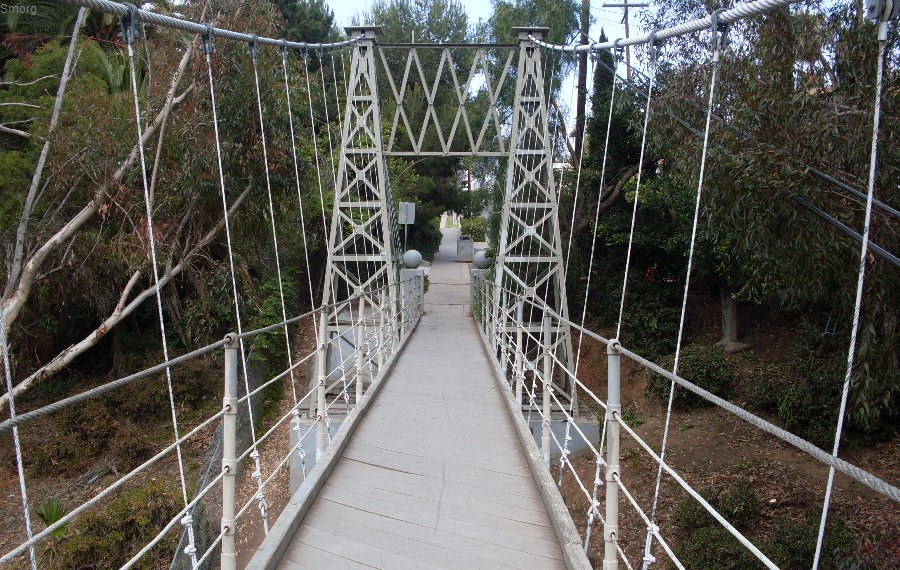
Spruce Street Suspension Bridge, passerelle classée depuis le 7 janvier 1977.
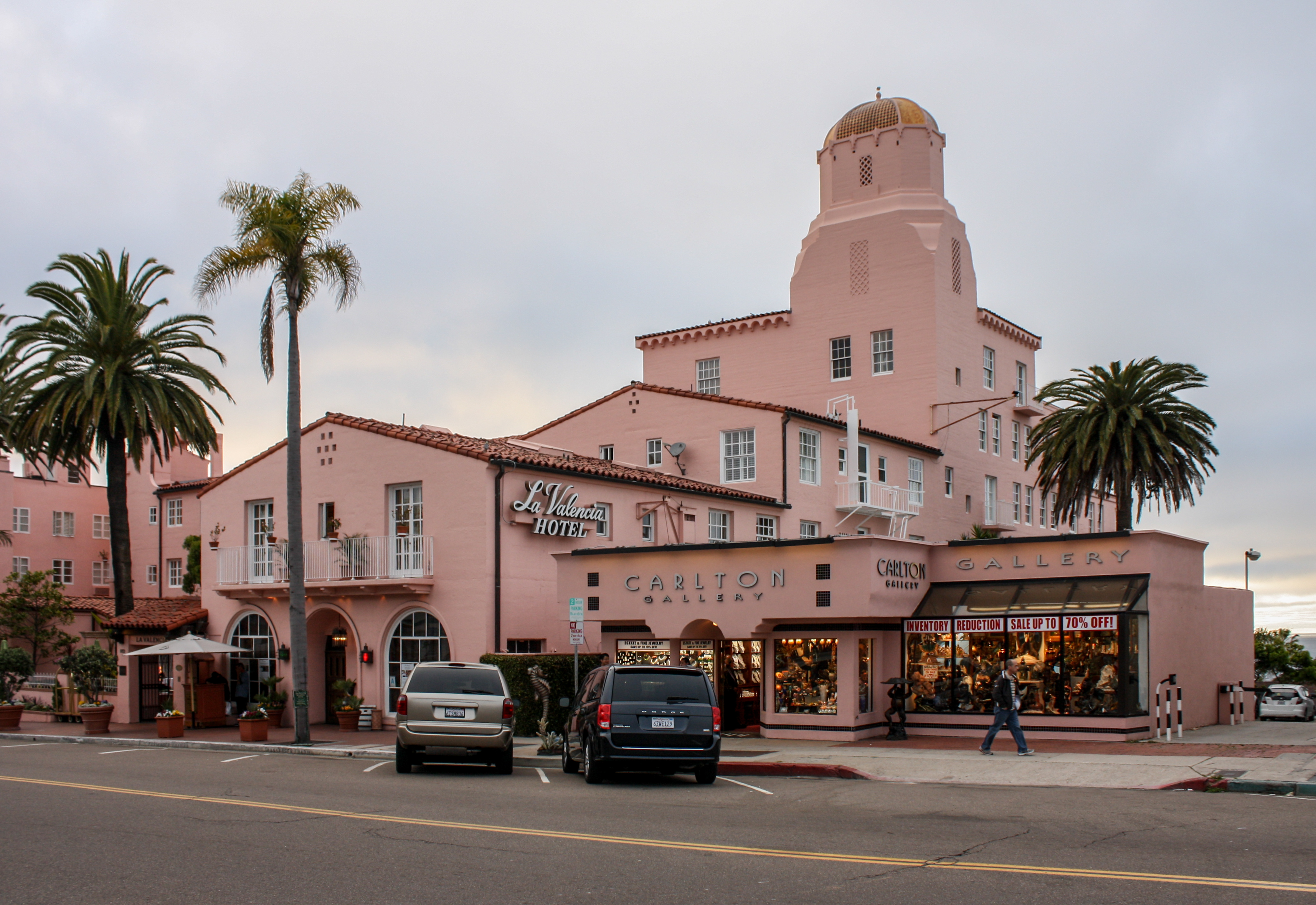
Hôtel La Valencia, à La Jolla, classé depuis le 14 janvier 1987.